# Wellton (Arizona)
Wellton es un pueblo ubicado en el condado de Yuma en el estado estadounidense de Arizona. En el Censo de 2010 tenía una población de 2882 habitantes y una densidad poblacional de 38,46 personas por km².

## Geografía
Wellton se encuentra ubicado en las coordenadas 32°38′24″N 114°12′50″O / 32.64000, -114.21389. Según la Oficina del Censo de los Estados Unidos, Wellton tiene una superficie total de 74.94 km², de la cual 74.94 km² corresponden a tierra firme y (0%) 0 km² es agua.

## Demografía
Según el censo de 2010, había 2.882 personas residiendo en Wellton. La densidad de población era de 38,46 hab./km². De los 2.882 habitantes, Wellton estaba compuesto por el 79.32% blancos, el 1.32% eran afroamericanos, el 0.59% eran amerindios, el 0.31% eran asiáticos, el 0.07% eran isleños del Pacífico, el 15.51% eran de otras razas y el 2.88% pertenecían a dos o más razas. Del total de la población el 36.02% eran hispanos o latinos de cualquier raza.